# 꿀위키
꿀위키는 2012년 12월에 개설된 비디오 게임 개발 업체와 관련된 내용을 다루는 한국어 위키이다.
게임 개발자 커뮤니티인 게임코디 회원들이 모여 위키백과와 같은 미디어위키를 이용하여 만든 웹사이트이다. 초기에는 단순히 게임코디 내부에서 개발자들을 위하여 사용될 위키로 시작하였으나 프로그래밍 언어에서부터 게임 개발 업체들이 주로 모여 있는 구로디지털단지역 등의 주변 식당 정보 및 생활 정보(문화, 연애, 패션 등)까지 확장하였다. 그 중 옆 대나무 숲 유행에 따라서 만들어진 '게임 회사 뒷담화', 'IT 회사 뒷담화' 관련 주제가 SNS상에서 큰 관심을 받아, 위키가 만들어진지 한 달 만인 2013년 1월 기준 약 50 여 개의 항목이 생성되어 있다.  위키에 실린 모든 글은 크리에이티브 커먼즈 '저작자표시-비영리-동일조건변경허락 2.0 대한민국 라이선스' 아래 배포된다. 2015년 5월 31일 이전 어느 시점부터 꿀위키 운영이 중지되었다.

## 영구 폐쇄
15년 6월 알 수 없는 이유로 사이트가 문을 닫았다. 13년 폐쇄와는 달리 사이트의 모든 스레드와 포스트가 폐쇄됨.
아래는 폐쇄 공지문 전문이다.

- 그동안 꿀위키를 이용해주셔서 감사합니다 -

갑작스럽게 꿀위키를 닫게 되어서 진심진심 죄송합니다.
꿀위키에 좋은 글을 작성 해주시고, 참여를 해주셨던 분들께는 더욱더 죄송합니다.
꿀위키는 본래 목적과 다르게 '뒷담화' 사이트라는 엉뚱한 방향으로 성장했습니다.
이제 본래의 목적으로 돌아가려 합니다.
뒷담화를 제외한 꿀위키의 자료는 절대 삭제되지 않습니다.
뒷담화를 꿀위키에서 도려내고 개발자의 백과사전으로 틀을 잡아서
다시 돌아오겠습니다.
" 꿀위키야 안녕~ "

## 일시 폐쇄
위키가 많이 알려지면서 무분별한 추측성 글과 허위 사실까지 올라오자 2013년 1월 30일, 게임코디 운영측에서는 위키를 무기한으로 일시 폐쇄한다고 공지하였다. 폐쇄 기간에는 문서 열람만 가능했고, 편집은 불가능했으며, 충분한 근거없이 특정 업체나 직원을 비방하는 소위 '뒷담화' 내용들은 삭제되었다.
같은 해 2월 14일, 운영측에서 위키 운영 재개를 공지하였다.

## 같이 보기
- 게임 회사 이야기 - 꿀위키와 무관하나, 꿀위키가 다루는 주제와 비슷하게 게임 개발 업체 종사자들의 이야기를 그린 만화.